# 1909 Alekhin
Az 1909 Alekhin (ideiglenes jelöléssel 1972 RW2) a Naprendszer kisbolygóövében található aszteroida. Ljudmila Zsuravljova fedezte fel 1972. szeptember 4-én.
Nevét Alekszandr Aljechin (1892–1946) orosz sakkozó után kapta.